# Bonnierilla yangpoensis
Bonnierilla yangpoensis is een eenoogkreeftjessoort uit de familie van de Notodelphyidae. De wetenschappelijke naam van de soort is voor het eerst geldig gepubliceerd in 2011 door Kim, I.H. & Moon.